# 鳥取県の廃止市町村一覧
鳥取県の廃止市町村一覧 （とっとりけんのはいししちょうそんいちらん） は、鳥取県における市制・町村制（1889年10月1日）以降に市町村合併や他の自治体に統合されることなどにより廃止した市町村の一覧である。単なる名称の変更は対象としない。
- 町村が「町制」・「市制」を施行し町・市となるケース
  - 「市町村」以外の表記名を変更しなかった自治体は一覧に含まれない。（例：境港町→境港市）
  - 町制・市制を施行した際に名称を変更した場合も一覧に含まれない。（例：賀茂村→郡家町）
- 市町村が名称変更した場合は一覧に含まれない。
- 所属郡が変更になった場合は一覧に含まれない。
- 市町村合併で廃止した市町村のケース
  - 編入合併した場合の、存続市町村は廃止に当たらないので一覧に含まれない。
  - 編入合併した場合の、廃止した市町村は一覧に含まれる。
  - 新設合併した場合の、廃止した市町村は一覧に含まれる。
  - 新設合併した場合の、名称が残った市町村も一覧に含まれる。（例：旧・米子市→新・米子市）
- 分割や分立をしたケース
  - 分割で廃止した市町村は一覧に含まれる。
  - 分立で存続した市町村は一覧に含まれない。

## 1899年以前
- 八上郡三保村 （1893年12月1日）八上郡河原村新設のため
- 八上郡久長村 （1893年12月1日）八上郡河原村新設のため
- 東伯郡保永村 （1898年7月22日）東伯郡成美村新設のため
- 東伯郡勝田村 （1898年7月22日）東伯郡成美村新設のため

## 1900年 - 1909年
- 東伯郡（旧）古布庄村 （1900年5月1日）東伯郡古布庄村新設のため
- 東伯郡三本杉村 （1900年5月1日）東伯郡古布庄村新設のため
- 八頭郡登米村 （1905年3月15日）八頭郡丹比村新設のため
- 八頭郡逢郷村 （1905年3月15日）八頭郡丹比村新設のため
- 岩美郡国府村 （1907年4月1日）岩美郡宇倍野村新設のため
- 岩美郡法美村 （1907年4月1日）岩美郡宇倍野村新設のため
- 岩美郡御陵村 （1907年4月1日）岩美郡宇倍野村新設のため
- 東伯郡高勢村 （1907年10月1日）東伯郡旭村新設のため
- 東伯郡賀茂村 （1907年10月1日）東伯郡旭村新設のため
- 東伯郡竹田村 （1907年10月1日）東伯郡旭村新設のため
- 八頭郡赤松村 （1909年4月1日）八頭郡若桜町新設のため
- 八頭郡菅野村 （1909年4月1日）八頭郡若桜町新設のため
- 八頭郡若桜村 （1909年4月1日）八頭郡若桜町新設のため

## 1910年 - 1919年
- 八頭郡上佐治村 （1910年1月1日）八頭郡佐治村新設のため
- 八頭郡中佐治村 （1910年1月1日）八頭郡佐治村新設のため
- 八頭郡口佐治村 （1910年1月1日）八頭郡佐治村新設のため
- 東伯郡西竹田村 （1911年1月1日）東伯郡竹田村新設のため
- 東伯郡東竹田村 （1911年1月1日）東伯郡竹田村新設のため
- 東伯郡源村 （1911年1月1日）東伯郡竹田村新設のため
- 日野郡吉寿村 （1912年1月1日）日野郡八郷村新設のため
- 日野郡日吉村 （1912年1月1日）日野郡八郷村新設のため
- 西伯郡八幡村 （1912年2月1日）西伯郡春日村新設のため
- 西伯郡王子村 （1912年2月1日）西伯郡春日村新設のため
- 西伯郡古豊千村 （1912年2月1日）西伯郡春日村新設のため
- 八頭郡大内村 （1912年4月1日）八頭郡山形村新設のため
- 八頭郡虫井村 （1912年4月1日）八頭郡山形村新設のため
- 日野郡（旧）石見村 （1912年12月28日）日野郡石見村新設のため
- 日野郡福成村 （1912年12月28日）日野郡石見村新設のため
- 日野郡渡村 （1913年9月1日）日野郡日野村新設のため
- 日野郡安井村 （1913年9月1日）日野郡日野村新設のため
- 日野郡根雨村 （1913年10月11日）日野郡根雨町新設のため
- 日野郡真住村 （1913年10月11日）日野郡根雨町新設のため
- 日野郡（旧）黒坂村 （1913年10月17日）日野郡黒坂村新設のため
- 日野郡菅福村 （1913年10月17日）日野郡黒坂村新設のため
- 気高郡（旧）明治村 （1914年2月1日）気高郡明治村新設のため
- 気高郡穏治村 （1914年2月1日）気高郡明治村新設のため
- 気高郡（旧）宝木村 （1914年2月1日）気高郡宝木村新設のため
- 気高郡光元村 （1914年2月1日）気高郡宝木村新設のため
- 日野郡（旧）溝口村 （1914年2月1日）日野郡溝口村新設のため
- 日野郡金岩村 （1914年2月1日）日野郡溝口村新設のため
- 日野郡栄村 （1914年2月1日）日野郡溝口村新設のため
- 八頭郡明治村 （1915年4月1日）八頭郡西郷村新設のため
- 八頭郡五総村 （1915年4月1日）八頭郡西郷村新設のため
- 気高郡（旧）正条村 （1915年6月1日）気高郡正条村新設のため
- 気高郡八束水村 （1915年6月1日）気高郡正条村新設のため
- 八頭郡（旧）八東村 （1916年4月1日）八頭郡八東村新設のため
- 八頭郡小畑村 （1916年4月1日）八頭郡八東村新設のため
- 岩美郡新宮村 （1917年9月1日）岩美郡小田村新設のため
- 岩美郡高野村 （1917年9月1日）岩美郡小田村新設のため
- 岩美郡元塩見村 （1917年9月1日）岩美郡塩見村新設のため
- 岩美郡志保美村 （1917年9月1日）岩美郡塩見村新設のため
- 気高郡（旧）東郷村 （1917年9月1日）気高郡東郷村新設のため
- 気高郡福富村 （1917年9月1日）気高郡東郷村新設のため
- 八頭郡佐貫村 （1917年10月1日）八頭郡散岐村新設のため
- 八頭郡宇戸村 （1917年10月1日）八頭郡散岐村新設のため
- 気高郡海徳村 （1917年10月1日）気高郡大正村新設のため
- 気高郡蒲野部村 （1917年10月1日）気高郡大正村新設のため
- 東伯郡（旧）小鹿村 （1917年11月1日）東伯郡小鹿村新設のため
- 東伯郡神中村 （1917年11月1日）東伯郡小鹿村新設のため
- 東伯郡常盤村 （1917年11月1日）東伯郡大誠村新設のため
- 東伯郡瑞穂村 （1917年11月1日）東伯郡大誠村新設のため
- 東伯郡西志村 （1917年12月1日）東伯郡高城村新設のため
- 東伯郡東志村 （1917年12月1日）東伯郡高城村新設のため
- 東伯郡福米村 （1917年12月1日）東伯郡高城村新設のため
- 東伯郡（旧）三徳村 （1917年12月1日）東伯郡三徳村新設のため
- 東伯郡鼎村 （1917年12月1日）東伯郡三徳村新設のため
- 日野郡菅沢村 （1917年12月1日）日野郡大宮村新設のため
- 日野郡印賀村 （1917年12月1日）日野郡大宮村新設のため
- 東伯郡（旧）泊村 （1918年1月1日）東伯郡泊村新設のため
- 東伯郡久津賀村 （1918年1月1日）東伯郡泊村新設のため
- 東伯郡三橋村 （1918年1月1日）東伯郡泊村新設のため
- 気高郡砂見村 （1918年1月1日）気高郡神戸村新設のため
- 気高郡岩坪村 （1918年1月1日）気高郡神戸村新設のため
- 岩美郡大路村 （1918年4月1日）岩美郡米里村新設のため
- 岩美郡三戸古村 （1918年4月1日）岩美郡米里村新設のため
- 岩美郡登儀村 （1918年4月1日）岩美郡成器村新設のため
- 岩美郡上舟村 （1918年4月1日）岩美郡成器村新設のため
- 八頭郡大江村 （1918年4月1日）八頭郡大伊村新設のため
- 八頭郡伊井田村 （1918年4月1日）八頭郡大伊村新設のため
- 日野郡米原村 （1918年4月1日）日野郡日光村新設のため
- 日野郡金沢村 （1918年4月1日）日野郡日光村新設のため

## 1920年 - 1929年
- 日野郡（旧）二部村 （1921年12月1日）日野郡二部村新設のため
- 日野郡野上村 （1921年12月1日）日野郡二部村新設のため
- 日野郡霞村 （1921年12月1日）日野郡日野上村新設のため
- 日野郡宮内村 （1921年12月1日）日野郡日野上村新設のため
- 岩美郡富桑村 （1923年5月10日）鳥取市に編入のため
- 岩美郡（旧）浦富村 （1925年4月15日）岩美郡浦富村新設のため
- 岩美郡牧谷村 （1925年4月15日）岩美郡浦富村新設のため
- 岩美郡服部村 （1928年4月1日）岩美郡福部村新設のため
- 岩美郡塩見村 （1928年4月1日）岩美郡福部村新設のため
- 東伯郡上灘村 （1929年10月1日）東伯郡倉吉町に編入のため

## 1930年 - 1939年
- 日野郡溝口村 （1931年10月1日）日野郡溝口町新設のため
- 日野郡旭村 （1931年10月1日）日野郡溝口町新設のため
- 岩美郡稲葉村 （1932年4月1日）鳥取市に編入のため
- 岩美郡中ノ郷村 （1933年4月1日）鳥取市に編入のため
- 岩美郡美保村 （1933年10月1日）鳥取市に編入のため
- 八頭郡那岐村 （1935年2月20日）八頭郡智頭町に編入のため
- 八頭郡土師村 （1935年2月20日）八頭郡智頭町に編入のため
- 八頭郡山形村 （1935年2月20日）八頭郡智頭町に編入のため
- 西伯郡住吉村 （1935年9月25日）米子市に編入のため
- 八頭郡富沢村 （1936年2月26日）八頭郡智頭町に編入のため
- 西伯郡車尾村 （1936年7月15日）米子市に編入のため
- 気高郡賀露村 （1937年2月15日）鳥取市に編入のため
- 西伯郡加茂村 （1938年3月17日）米子市に編入のため
- 西伯郡福生村 （1938年3月17日）米子市に編入のため
- 西伯郡福米村 （1938年3月17日）米子市に編入のため

## 1940年 - 1949年
- 東伯郡伊勢崎村 （1940年12月12日）東伯郡浦安村新設のため
- 東伯郡逢束村 （1940年12月12日）東伯郡浦安村新設のため
- 東伯郡市勢村 （1940年12月12日）東伯郡浦安村新設のため

## 1950年 - 1959年
- 東伯郡松崎村 （1951年3月1日）東伯郡東郷松崎町新設のため
- 東伯郡東郷村 （1951年3月1日）東伯郡東郷松崎町新設のため
- 東伯郡小鴨村 （1951年4月1日）東伯郡倉吉町に編入のため
- 岩美郡大茅村 （1952年11月1日）岩美郡大成村新設のため
- 岩美郡成器村 （1952年11月1日）岩美郡大成村新設のため
- 八頭郡（旧）船岡町 （1952年11月3日）八頭郡船岡町新設のため
- 八頭郡隼村 （1952年11月3日）八頭郡船岡町新設のため
- 八頭郡大伊村 （1952年11月3日）八頭郡船岡町新設のため
- 東伯郡浅津村 （1953年4月1日）東伯郡羽合町新設のため
- 東伯郡長瀬村 （1953年4月1日）東伯郡羽合町新設のため
- 東伯郡橋津村 （1953年4月1日）東伯郡羽合町新設のため
- 東伯郡宇野村 （1953年4月1日）東伯郡羽合町新設のため
- 東伯郡東郷松崎町 （1953年4月1日）東伯郡東郷町新設のため
- 東伯郡花見村 （1953年4月1日）東伯郡東郷町新設のため
- 東伯郡舎人村 （1953年4月1日）東伯郡東郷町新設のため
- 東伯郡山守村 （1953年4月1日）東伯郡関金町新設のため
- 東伯郡矢送村 （1953年4月1日）東伯郡関金町新設のため
- 東伯郡南谷村 （1953年4月1日）東伯郡関金町新設のため
- 八頭郡（旧）郡家町 （1953年5月5日）八頭郡郡家町新設のため
- 八頭郡国中村 （1953年5月5日）八頭郡郡家町新設のため
- 八頭郡大御門村 （1953年5月5日）八頭郡郡家町新設のため
- 八頭郡下私都村 （1953年5月5日）八頭郡郡家町新設のため
- 日野郡江尾町 （1953年6月1日）日野郡江府町新設のため
- 日野郡神奈川村 （1953年6月1日）日野郡江府町新設のため
- 日野郡米沢村 （1953年6月1日）日野郡江府町新設のため
- 岩美郡倉田村 （1953年7月1日）鳥取市に編入のため
- 岩美郡面影村 （1953年7月1日）鳥取市に編入のため
- 気高郡神戸村 （1953年7月1日）鳥取市に編入のため
- 気高郡大和村 （1953年7月1日）鳥取市に編入のため
- 気高郡美穂村 （1953年7月1日）鳥取市に編入のため
- 気高郡豊実村 （1953年7月1日）鳥取市に編入のため
- 気高郡大正村 （1953年7月1日）鳥取市に編入のため
- 気高郡東郷村 （1953年7月1日）鳥取市に編入のため
- 気高郡吉岡村 （1953年7月1日）鳥取市に編入のため
- 気高郡明治村 （1953年7月1日）鳥取市に編入のため
- 気高郡大郷村 （1953年7月1日）鳥取市に編入のため
- 気高郡末恒村 （1953年7月1日）鳥取市に編入のため
- 気高郡千代水村 （1953年7月1日）鳥取市に編入のため
- 気高郡湖山村 （1953年7月1日）鳥取市に編入のため
- 気高郡松保村 （1953年7月1日）鳥取市に編入のため
- 気高郡（旧）青谷町 （1953年7月1日）気高郡青谷町新設のため
- 気高郡日置谷村 （1953年7月1日）気高郡青谷町新設のため
- 気高郡勝部村 （1953年7月1日）気高郡青谷町新設のため
- 気高郡中郷村 （1953年7月1日）気高郡青谷町新設のため
- 西伯郡尚徳村 （1953年10月1日）米子市に編入のため
- 西伯郡五千石村 （1953年10月1日）米子市に編入のため
- 東伯郡倉吉町 （1953年10月1日）倉吉市新設のため
- 東伯郡上井町 （1953年10月1日）倉吉市新設のため
- 東伯郡社村 （1953年10月1日）倉吉市新設のため
- 東伯郡高城村 （1953年10月1日）倉吉市新設のため
- 東伯郡上小鴨村 （1953年10月1日）倉吉市新設のため
- 東伯郡上北条村 （1953年10月1日）倉吉市新設のため
- 東伯郡北谷村 （1953年10月1日）倉吉市新設のため
- 東伯郡西郷村 （1953年10月1日）倉吉市新設のため
- 日野郡（旧）根雨町 （1953年10月1日）日野郡根雨町新設のため
- 日野郡日野村 （1953年10月1日）日野郡根雨町新設のため
- 東伯郡三朝村 （1953年11月1日）東伯郡三朝町新設のため
- 東伯郡三徳村 （1953年11月1日）東伯郡三朝町新設のため
- 東伯郡小鹿村 （1953年11月1日）東伯郡三朝町新設のため
- 東伯郡旭村 （1953年11月1日）東伯郡三朝町新設のため
- 東伯郡竹田村 （1953年11月1日）東伯郡三朝町新設のため
- 東伯郡（旧）赤碕町 （1954年1月1日）東伯郡赤碕町新設のため
- 東伯郡以西村 （1954年1月1日）東伯郡赤碕町新設のため
- 東伯郡安田村 （1954年1月1日）東伯郡赤碕町新設のため
- 東伯郡成美村 （1954年1月1日）東伯郡赤碕町新設のため
- 東伯郡八橋町 （1954年2月1日）東伯郡東伯町新設のため
- 東伯郡浦安町 （1954年2月1日）東伯郡東伯町新設のため
- 東伯郡上郷村 （1954年2月1日）東伯郡東伯町新設のため
- 東伯郡下郷村 （1954年2月1日）東伯郡東伯町新設のため
- 東伯郡古布庄村 （1954年2月1日）東伯郡東伯町新設のため
- 八頭郡（旧）若桜町 （1954年3月1日）八頭郡若桜町新設のため
- 八頭郡池田村 （1954年3月1日）八頭郡若桜町新設のため
- 西伯郡御来屋町 （1954年4月1日）西伯郡名和町新設のため
- 西伯郡名和村 （1954年4月1日）西伯郡名和町新設のため
- 西伯郡光徳村 （1954年4月1日）西伯郡名和町新設のため
- 西伯郡庄内村 （1954年4月1日）西伯郡名和町新設のため
- 日野郡（旧）溝口町 （1954年4月1日）日野郡溝口町新設のため
- 日野郡二部村 （1954年4月1日）日野郡溝口町新設のため
- 日野郡日光村 （1954年4月1日）分割し、日野郡溝口町新設、西伯郡江府町に編入のため
- 西伯郡彦名村 （1954年6月1日）米子市に編入のため
- 西伯郡崎津村 （1954年6月1日）米子市に編入のため
- 西伯郡大篠津村 （1954年6月1日）米子市に編入のため
- 西伯郡富益村 （1954年6月1日）米子市に編入のため
- 西伯郡巌村 （1954年6月1日）米子市に編入のため
- 西伯郡成実村 （1954年6月1日）米子市に編入のため
- 西伯郡夜見村 （1954年6月1日）米子市に編入のため
- 西伯郡和田村 （1954年6月1日）米子市に編入のため
- 東伯郡中北条村 （1954年6月1日）東伯郡北条町新設のため
- 東伯郡下北条村 （1954年6月1日）東伯郡北条町新設のため
- 岩美郡岩井町 （1954年7月1日）岩美郡岩美町新設のため
- 岩美郡浦富町 （1954年7月1日）岩美郡岩美町新設のため
- 岩美郡網代村 （1954年7月1日）岩美郡岩美町新設のため
- 岩美郡田後村 （1954年7月1日）岩美郡岩美町新設のため
- 岩美郡東村 （1954年7月1日）岩美郡岩美町新設のため
- 岩美郡蒲生村 （1954年7月1日）岩美郡岩美町新設のため
- 岩美郡小田村 （1954年7月1日）岩美郡岩美町新設のため
- 岩美郡本庄村 （1954年7月1日）岩美郡岩美町新設のため
- 岩美郡大岩村 （1954年7月1日）岩美郡岩美町新設のため
- 八頭郡山郷村 （1954年7月1日）八頭郡智頭町に編入のため
- 西伯郡境町 （1954年8月10日）西伯郡境港町新設のため
- 西伯郡外江町 （1954年8月10日）西伯郡境港町新設のため
- 西伯郡余子村 （1954年8月10日）西伯郡境港町新設のため
- 西伯郡上道村 （1954年8月10日）西伯郡境港町新設のため
- 西伯郡渡村 （1954年8月10日）西伯郡境港町新設のため
- 西伯郡中浜村 （1954年8月10日）西伯郡境港町新設のため
- 八頭郡（旧）河原町 （1955年3月28日）八頭郡河原町新設のため
- 八頭郡八上村 （1955年3月28日）八頭郡河原町新設のため
- 八頭郡散岐村 （1955年3月28日）八頭郡河原町新設のため
- 八頭郡国英村 （1955年3月28日）八頭郡河原町新設のため
- 八頭郡西郷村 （1955年3月28日）八頭郡河原町新設のため
- 西伯郡天津村 （1955年3月30日）西伯郡西伯町新設のため
- 西伯郡法勝寺村 （1955年3月30日）西伯郡西伯町新設のため
- 西伯郡大国村 （1955年3月30日）西伯郡西伯町新設のため
- 西伯郡上長田村 （1955年3月30日）西伯郡西伯町新設のため
- 西伯郡東長田村 （1955年3月30日）西伯郡西伯町新設のため
- 西伯郡大幡村 （1955年3月31日）西伯郡岸本町新設のため
- 西伯郡幡郷村 （1955年3月31日）分割し、西伯郡岸本町新設、手間村に編入のため
- 日野郡八郷村 （1955年3月31日）西伯郡岸本町新設のため
- 八頭郡（旧）用瀬町 （1955年3月31日）八頭郡用瀬町新設のため
- 八頭郡社村 （1955年3月31日）八頭郡用瀬町新設のため
- 八頭郡大村 （1955年3月31日）八頭郡用瀬町新設のため
- 気高郡日置村 （1955年3月31日）気高郡青谷町に編入のため
- 東伯郡上中山村 （1955年4月1日）東伯郡中山村新設のため
- 東伯郡下中山村 （1955年4月1日）東伯郡中山村新設のため
- 西伯郡賀野村 （1955年4月25日）西伯郡会見町新設のため
- 西伯郡手間村 （1955年4月25日）西伯郡会見町新設のため
- 東伯郡灘手村 （1955年5月1日）倉吉市に編入のため
- 東伯郡大誠村 （1955年5月1日）東伯郡大栄町新設のため
- 東伯郡栄村 （1955年5月1日）東伯郡大栄町新設のため
- 日野郡日野上村 （1955年5月20日）日野郡伯南町新設のため
- 日野郡山上村 （1955年5月20日）日野郡伯南町新設のため
- 日野郡大宮村 （1955年6月30日）日野郡高宮村新設のため
- 日野郡阿毘縁村 （1955年6月30日）日野郡高宮村新設のため
- 気高郡浜村町 （1955年7月1日）気高郡気高町新設のため
- 気高郡宝木村 （1955年7月1日）気高郡気高町新設のため
- 気高郡酒津村 （1955年7月1日）気高郡気高町新設のため
- 気高郡瑞穂村 （1955年7月1日）気高郡気高町新設のため
- 気高郡逢坂村 （1955年7月1日）気高郡気高町新設のため
- 気高郡（旧）鹿野町 （1955年7月1日）気高郡鹿野町新設のため
- 気高郡小鷲河村 （1955年7月1日）気高郡鹿野町新設のため
- 気高郡勝谷村 （1955年7月1日）気高郡鹿野町新設のため
- 岩美郡米里村 （1955年7月20日）鳥取市に編入のため
- 西伯郡（旧）淀江町 （1955年9月1日）西伯郡淀江町新設のため
- 西伯郡大和村 （1955年9月1日）西伯郡淀江町新設のため
- 西伯郡宇田川村 （1955年9月1日）西伯郡淀江町新設のため
- 西伯郡高麗村 （1955年9月1日）分割し、西伯郡淀江町・大山町新設のため
- 西伯郡所子村 （1955年9月1日）西伯郡大山町新設のため
- 西伯郡（旧）大山町 （1955年11月3日）西伯郡大山町新設のため
- 西伯郡大山村 （1955年11月3日）西伯郡大山町新設のため
- 八頭郡八東村 （1956年3月15日）八頭郡八頭村新設のため
- 八頭郡安部村 （1956年3月15日）八頭郡八頭村新設のため
- 西伯郡春日村 （1956年7月10日）米子市に編入のため
- 岩美郡大成村 （1957年1月1日）岩美郡国府町新設のため
- 岩美郡宇倍野村 （1957年1月1日）岩美郡国府町新設のため
- 西伯郡県村 （1957年1月1日）西伯郡伯仙町新設のため
- 西伯郡大高村 （1957年1月1日）西伯郡伯仙町新設のため
- 西伯郡逢坂村 （1957年3月31日）西伯郡中山町新設のため
- 東伯郡中山村 （1957年3月31日）西伯郡中山町新設のため
- 八頭郡（旧）郡家町 （1957年3月31日）八頭郡郡家町新設のため
- 八頭郡上私都村 （1957年3月31日）八頭郡郡家町新設のため
- 八頭郡中私都村 （1957年3月31日）八頭郡郡家町新設のため
- 東伯郡（旧）大栄町 （1959年4月1日）東伯郡大栄町新設のため
- 東伯郡由良町 （1959年4月1日）東伯郡大栄町新設のため
- 日野郡伯南町 （1959年4月1日）日野郡日南町新設のため
- 日野郡高宮村 （1959年4月1日）日野郡日南町新設のため
- 日野郡多里村 （1959年4月1日）日野郡日南町新設のため
- 日野郡石見村 （1959年4月1日）日野郡日南町新設のため
- 日野郡福栄村 （1959年4月1日）日野郡日南町新設のため
- 日野郡根雨町 （1959年5月1日）日野郡日野町新設のため
- 日野郡黒坂町 （1959年5月1日）日野郡日野町新設のため
- 八頭郡八頭村 （1959年5月15日）八頭郡八東町新設のため
- 八頭郡丹比村 （1959年5月15日）八頭郡八東町新設のため

## 1960年 - 1969年
- 岩美郡津ノ井村 （1963年4月22日）鳥取市に編入のため
- 西伯郡伯仙町 （1968年4月1日）米子市に編入のため

## 1970年 - 1999年
この30年間に県内に廃止市町村なし

## 2000年 -
- 東伯郡赤碕町 （2004年9月1日）東伯郡琴浦町新設のため
- 東伯郡東伯町 （2004年9月1日）東伯郡琴浦町新設のため
- 西伯郡西伯町 （2004年10月1日）西伯郡南部町新設のため
- 西伯郡会見町 （2004年10月1日）西伯郡南部町新設のため
- 東伯郡東郷町 （2004年10月1日）東伯郡湯梨浜町新設のため
- 東伯郡羽合町 （2004年10月1日）東伯郡湯梨浜町新設のため
- 東伯郡泊村 （2004年10月1日）東伯郡湯梨浜町新設のため
- 岩美郡国府町 （2004年11月1日）鳥取市に編入のため
- 岩美郡福部村 （2004年11月1日）鳥取市に編入のため
- 八頭郡河原町 （2004年11月11日）鳥取市に編入のため
- 八頭郡用瀬町 （2004年11月11日）鳥取市に編入のため
- 八頭郡佐治村 （2004年11月11日）鳥取市に編入のため
- 気高郡青谷町 （2004年11月1日）鳥取市に編入のため
- 気高郡気高町 （2004年11月1日）鳥取市に編入のため
- 気高郡鹿野町 （2004年11月1日）鳥取市に編入のため
- 西伯郡岸本町 （2005年1月1日）西伯郡伯耆町新設のため
- 日野郡溝口町 （2005年1月1日）西伯郡伯耆町新設のため
- 東伯郡関金町 （2005年3月22日）倉吉市に編入のため
- 西伯郡（旧）大山町 （2005年3月28日）西伯郡大山町新設のため
- 西伯郡中山町 （2005年3月28日）西伯郡大山町新設のため
- 西伯郡名和町 （2005年3月28日）西伯郡大山町新設のため
- 旧・米子市 （2005年3月31日）米子市新設のため
- 西伯郡淀江町 （2005年3月31日）米子市新設のため
- 八頭郡郡家町 （2005年3月31日）八頭郡八頭町新設のため
- 八頭郡八東町 （2005年3月31日）八頭郡八頭町新設のため
- 八頭郡船岡町 （2005年3月31日）八頭郡八頭町新設のため
- 東伯郡大栄町 （2005年10月1日）東伯郡北栄町新設のため
- 東伯郡北条町 （2005年10月1日）東伯郡北栄町新設のため